# Michel Platini Ferreira Mesquita
Michel Platini Ferreira Mesquita, meglio conosciuto come Michel Platini (Brasilia, 8 settembre 1983), è un ex calciatore brasiliano, di ruolo attaccante.

## Carriera
Ha giocato per São Lourenço, Legião, Ceilândia, South China di Hong Kong, Tatabánya, Estrela Amadora e Chernomorets, per poi trasferirsi al CSKA Sofia, firmando il 31 agosto 2009 un triennale a 500.000 euro l'anno. Il giocatore passa alla Dinamo Bucarest il 14 febbraio 2012 durante la sessione di mercato invernale, firmando un contratto che lo lega al club fino al 2015; pochi giorni prima del trasferimento, durante un'amichevole contro quella che sarebbe diventata la sua nuova squadra, aveva scatenato una rissa per aver tirato una serie di calci a un giocatore a terra, costringendo così la società a farlo viaggiare in segreto ad insaputa della squadra. Successivamente torna al CSKA Sofia, il quale lo cede poi al Ludogorec. Nel 2014 approda allo Slavia Sofia.

## Palmarès

### Club

#### Competizioni statali
- Campionato Tocantinense: 1

Araguaína: 2006

#### Competizioni nazionali
- Coppa di Bulgaria: 2

CSKA Sofia: 2010-2011
Ludogorec: 2013-2014
- Supercoppa di Bulgaria: 1

CSKA Sofia: 2011
- Coppa di Romania: 1

Dinamo Bucarest: 2011-2012
- Campionato bulgaro: 1

Ludogorec: 2013-2014